# 沼津駅

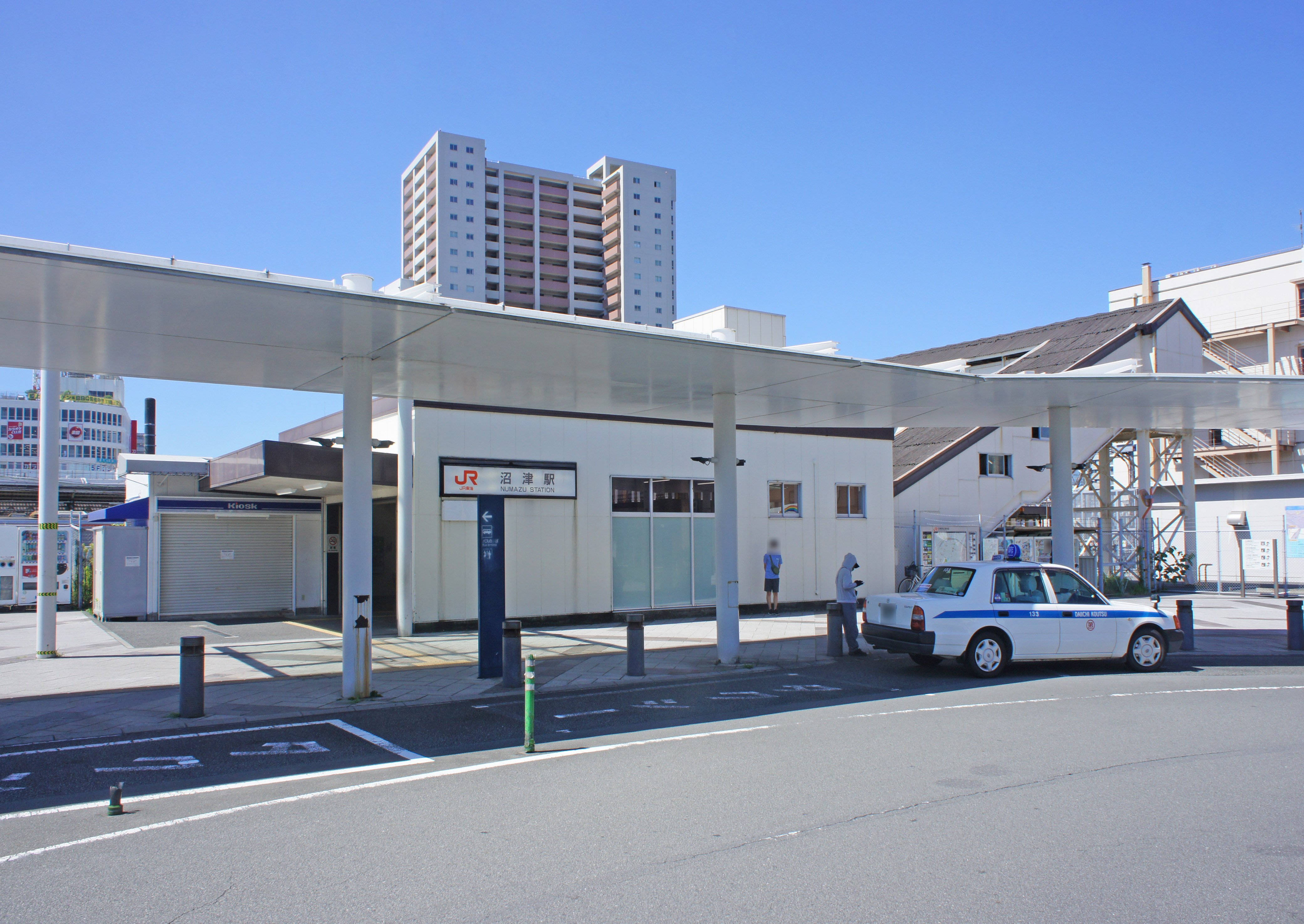
北口（2022年7月）

沼津駅（ぬまづえき）は、静岡県沼津市大手町一丁目にある、東海旅客鉄道（JR東海）・日本貨物鉄道（JR貨物）の駅である。

## 概要
沼津駅は、静岡県東部地域（伊豆半島）の主要都市である沼津市の代表駅であり、同市の市街地中心部に位置している。東海道本線（東海道線）及び御殿場線のJR東海旅客駅とJR貨物の貨物駅が同居する駅である。事務管コードは、▲520103である。
駅の開業は1889年である。開業時から国有鉄道の駅だったが、1987年の国鉄分割民営化によりJR東海・JR貨物の2つの事業者が運営する駅となった。かつては、旅客駅・貨物駅に加え、機関車の車両基地であった沼津機関区や、貨車操車場が併設され、駅からは沼津港駅までの貨物支線（沼津港線）も分岐、駅前には路面電車である伊豆箱根鉄道軌道線の沼津駅前停留場がある鉄道の中心地であった。東海道新幹線が計画された際には、線形の関係と沼津付近の地盤が悪いことから隣の三島駅を経由するルートが建設され、沼津に駅は設けられなかった。
沼津市などは、沼津駅付近を高架化して、貨物駅を移設する計画を進めている。新貨物駅予定地の地権者らによる反対論もある（#駅の高架化計画で詳述）。

### 乗り入れ路線・停車列車
東海道本線（東海道線）を所属線とし、それに加えて御殿場線の2路線が乗り入れている。駅番号は、東海道線がCA03、御殿場線がCB18。東海道本線では沼津駅は路線の中間に位置する中間駅の扱いだが、御殿場線は終点である。いずれの路線も、JR東海が第一種鉄道事業、JR貨物が第二種鉄道事業となっている。
当駅には東海道本線で運行される寝台列車「サンライズ瀬戸」「サンライズ出雲」を含めた当駅を経由する全ての旅客列車が停車する。東海道線の普通列車は静岡県内で運行される列車のほか、東日本旅客鉄道（JR東日本）管轄の東海道本線との直通列車が1日7往復設定されている。そのうち一部の列車を除いて東京駅経由で東北本線（宇都宮線）や高崎線・上越線・両毛線と直通運転を行っており、最遠で栃木県の宇都宮駅、群馬県の前橋駅から当駅までが一本の列車で結ばれている（ただし、当駅発高崎線・上越線・両毛線直通の設定はなく、当駅行きのみ）。そのほか、国府津駅発着が1往復設定されており、上りのみ小田原駅行きと上野駅行きも設定されている。国府津駅発着は5両編成、その他の東日本旅客鉄道（JR東日本）管内直通列車は10両編成で運行されている。当駅は東海道本線において東京方面から普通列車の直通列車が運行される最西端の駅である。かつて、東京駅発着の普通列車は当駅まで1時間あたり1 - 2本乗り入れていたが、2004年10月16日のダイヤ改正でJR東日本とJR東海の境界駅である熱海駅で多くの普通列車の運転系統が分割され、朝夕の通勤時間帯と夜間を除いては同駅での乗換が必要となった。また、かつては当駅より西へも東京駅から直通の普通列車が設定されていたが、2012年3月17日のダイヤ改正で最後まで残っていた東京駅 - 静岡駅間の直通列車1往復が消滅した。
御殿場線には、1991年3月16日のダイヤ改正から2012年3月17日改正まで、同線と小田急電鉄小田原線を経由して当駅と新宿駅を結ぶ特急「あさぎり（現在のふじさん）」が1日4往復当駅まで乗り入れていた。
かつては、沼津駅前を発着する路面電車が存在した。日本で9番目の電気鉄道として開業した駿豆電気鉄道、後の伊豆箱根鉄道軌道線がそれで、駅前から三島広小路駅へ向かっていた。
軌道線の停留場である沼津駅前停留場は、沼津駅南口にある駅前広場の西側にあった。1950年代の写真によれば、停留場の構造は島式ホーム1面2線であり、ホーム北側に事務所が置かれていた。軌道線は沼津駅前を出ると、大手町交差点までは静岡県道52号沼津停車場線上を通っていた。
この停留場は、1906年（明治39年）11月28日に駿豆電気鉄道によって開設された。当時は沼津停車場前と名乗っていた。その後、運営事業者は富士水力電気→駿豆鉄道→駿豆鉄道箱根遊船→駿豆鉄道と変遷し、1957年（昭和32年）に伊豆箱根鉄道となった。1961年（昭和36年）6月28日に軌道線の黄瀬川橋梁が流失し、沼津駅前 - 国立病院前間の営業が休止されたため、沼津駅前の電車発着がなくなった。その後は電車代行バスが運行されていたが、1963年（昭和38年）2月5日に軌道線は廃線、沼津駅前停留場も廃止された。しかし、停留場跡地は駅前再開発を経ても、バス降車場として依然として利用されている。

## 歴史

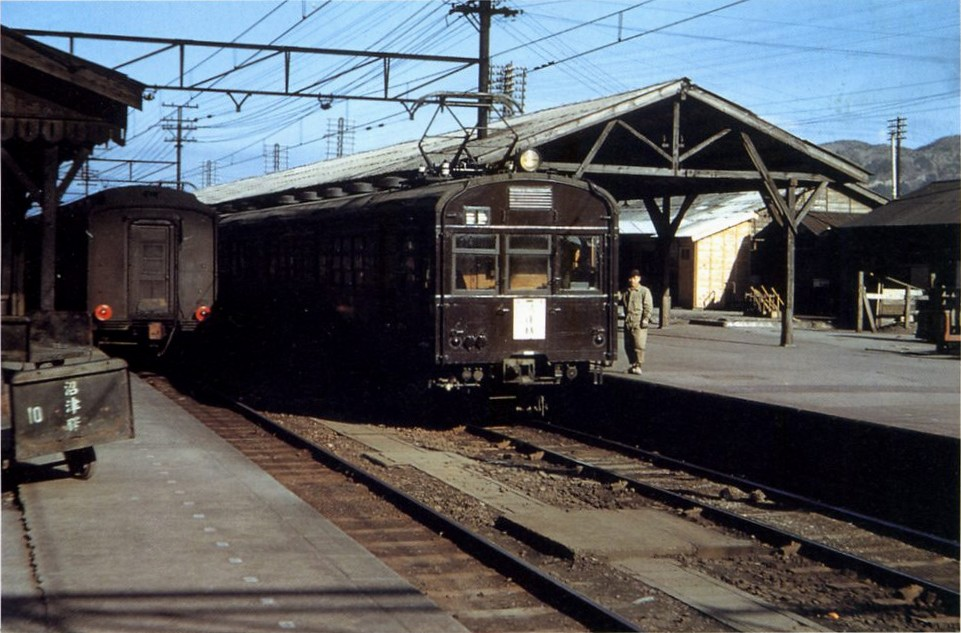
駅構内（1946年）

東海道本線は開業当時は御殿場駅経由であったが、同経路には25‰（パーミル）という急勾配があった。大阪方面からの鉄道車両はこの勾配を越えられる機関車に同駅で付け替えを行い、更に両数が多い場合は補助機関車を列車後部に追加連結する必要があったため、沼津駅に上り列車は必ず停車していた。なお、東京方面からの下り列車は、国府津駅で補助機関車を連結した後、普通列車を除いて御殿場駅構内を通過する時に機関車を走行解放していたため、停車を必要としなかった。実際には1930年に運転を開始した特急「燕」の下りを除き、全ての旅客列車が沼津に停車していた。
この必要から操車場・整備施設はもとより、難所とされる峠越え線路の保守関係設備も発展した。これらの操車関連により必然的に停車時間が長引き、結果的に沼津の観光産業に少なくない影響を与えることになった。
1934年（昭和9年）に丹那トンネルを経由する熱海駅 - 沼津駅間が開通すると、今度は上下とも東海道本線の列車を牽引する電気機関車と蒸気機関車を同駅で付け替えることになり、全ての旅客列車・貨物列車が何分間か停車することになった。丹那トンネルは長大なトンネルである。機関士が煤煙で失神する危険性を孕んでいたために、蒸気機関車牽引の列車がそのまま直通することは不可能であったから、電気機関車への付け替えが必要だった。そのための停車時間を使用して、名古屋駅から沼津駅までノンストップで走る特急列車「燕」の旅客をはじめ駅弁や土産などを買う人が多くなり、「沼津まではヌマズクワズ（飲まず食わず）」という詞も生まれた。この機関車付け替え作業は、1949年（昭和24年）2月に電化区間が静岡駅へ延伸されるまで続いた。

### 年表
- 1889年（明治22年）2月1日：官設鉄道の沼津駅として、国府津駅 - 静岡駅間の開通時に開業[9]。旅客・貨物営業を開始[9]。
- 1891年（明治24年）1月12日：御殿場駅 - 沼津駅間複線化、単線と複線の切替地点に。
- 1895年（明治28年）4月1日：線路名称制定により、当駅を通る路線が東海道線と命名される。
- 1899年（明治32年）
  - 2月24日：沼津駅 - 鈴川駅（後の吉原駅）間複線化。
  - 6月15日：沼津駅 - 蛇松駅（後の沼津港駅）間の資材運搬専用線が、官設鉄道の非営業線として運行開始[10]。
- 1907年（明治40年）11月1日：沼津駅 - 蛇松駅間の非営業線が、貨物支線として正式開業[10]。
- 1909年（明治42年）10月12日：国有鉄道の線路名称制定により、当駅を通る東海道線の本線筋が東海道本線と命名される[11]。
- 1913年（大正2年）3月3日：沼津大火により、初代駅舎焼失[12][13]。
- 1926年（大正15年）12月10日：2度目の沼津大火により、2代目駅舎焼失[12][13]。
- 1934年（昭和9年）12月1日：東海道本線熱海駅 - 沼津駅間が開通。国府津駅 - 御殿場駅 - 沼津駅間は御殿場線と改称され、当駅は東海道本線と御殿場線の接続駅となる[14]。
  - 熱海駅 - 沼津駅間の新線は電化されて開業した。当時、東海道本線の沼津駅以西と御殿場線は非電化であった。
- 1937年（昭和12年）7月：4代目の駅舎に改築[13]。
- 1945年（昭和20年）7月16日：太平洋戦争下のアメリカ軍による空襲で4代目駅舎焼失[13]。
- 1949年（昭和24年）2月1日：東海道本線 沼津駅 - 静岡駅間電化。
- 1953年（昭和28年）3月30日：5代目駅舎を建設、民衆駅に[13]。
- 1956年（昭和31年）：北口新設[12]。
- 1968年（昭和43年）
  - コンテナホーム設置[15]。
  - 7月1日：御殿場線 御殿場駅 - 沼津駅間電化。これにより、当駅に乗り入れる旅客線は全て電化された。
- 1972年（昭和47年）4月1日：旅行センター開業[16]。
- 1973年（昭和48年）7月1日：駅ビル建設[13]。
- 1974年（昭和49年）9月1日：沼津駅 - 沼津港駅間の東海道本線貨物支線を廃止[10]。
- 1978年（昭和53年）10月2日：本社指定組成駅から地区指定組成駅に降格[17]。
- 1984年（昭和59年）2月1日：地区指定組成駅の指定を解除、新たに輸送基地に指定される[17]。
- 1986年（昭和61年）11月1日：荷物取扱を廃止[18]。輸送基地の指定を解除され、貨車操車場としての機能を全廃[17]。
- 1987年（昭和62年）4月1日：国鉄分割民営化に伴い、JR東海・JR貨物の駅となる[18]。
- 1993年（平成5年）1月30日：自動改札機を導入[19]。
- 1995年（平成7年）10月30日：電子連動装置の使用を開始[20]。
- 2008年（平成20年）3月1日：TOICAのサービス開始。
- 2012年（平成24年）3月17日：「あさぎり」の当駅乗り入れを廃止。
- 2015年（平成27年）3月14日：JR東日本・東北本線東京駅 - 上野駅間開業に伴い、当駅が東京駅経由東北本線・高崎線直通列車の西端となる。
- 2020年（令和2年）6月7日：当駅構内に設置されている連動装置の取替工事に伴い、下りは三島駅 - 当駅間、上りは当駅 - 東田子の浦駅間で、一部列車が運休、バス代行を実施[21]。

## 旅客駅

### ホーム・駅構内
旅客駅は、東西に伸びる島式ホーム3面6線を有する地上駅である。のりばは南側から1番線、2番線の順で、6番線まである。
2番線が駅の下り本線、4番線が上り本線であり、残りの各線は副本線（待避線）である。なお名称は、1番線が下り1番線、3番線が中線、5番線が御殿場本線、6番線が上り1番線である。また貨物列車などが使用する着発線が、6番線の北側に2本（上り2番線・上り3番線）、1番線・2番線ホームの西側にあたる場所に2本（下り2番線・下り3番線）ある。後述の貨物設備に繋がる側線は、下り2番線・下り3番線に接続している。
駅構内には複数の側線があるほか、駅東側の御殿場線沿いには沼津運輸区の電留線が広がっている。かつては構内北側にも機関区（沼津機関区）が置かれていた。機関区の跡地は既に再開発されている。
各ホームは、ホーム西側にあり北口・南口に繋がる跨線橋と、東側にあり南口に繋がる地下通路で連絡している。
| 番線 | 路線          | 方向 | 行先               | 備考 |
| ---- | ------------- | ---- | ------------------ | --- |
| 1・2 | CA 東海道本線 | 下り | 静岡・浜松方面     | 御殿場線から直通する列車も含む                                                                                      |
| 3・4 | CA 東海道本線 | 上り | 熱海・東京方面     | 御殿場線から三島方面直通列車と三島駅からの御殿場線直通列車が3番線に入線時は6番線から発車 ■東北本線 宇都宮駅まで直通 |
| 5・6 | CB 御殿場線   | -    | 御殿場・国府津方面 | 三島駅からの直通列車は3番線から発車                                                                                 |

（出典：JR東海:駅構内図）
- JR東日本管内では上野東京ラインとして案内される、東京駅から大宮方面に直通する列車は、当駅では（東海道線上り）「東京経由」と案内される。
- 当項では東海道線を■オレンジで示しているが、駅の案内ではラインカラーを示していない。
- 一部の普通列車は当駅で切り離し・連結作業が行われている。連結作業は東海道本線の下り列車と御殿場線のみで、東海道本線の上り列車では切り離し作業のみ行われる。但し、熱海方面からの沼津止まりの列車を折り返す際、一部の列車に限って連結作業が行われている。当駅4時55分発の熱海行きは静岡地区の東海道線では一番列車でもある。
- 3番線は中線として東海道線の当駅始発・終着列車や三島方面からの御殿場線の発車など、柔軟に使われている。定期旅客列車としては設定されていないが、東海道線下り方向への出発も可能で、回送・臨時列車やダイヤ乱れ時に設定されることがある。
- 6番線は3番線に御殿場線列車の入線がある場合、東海道線上り 三島方面への発車にも使われている。

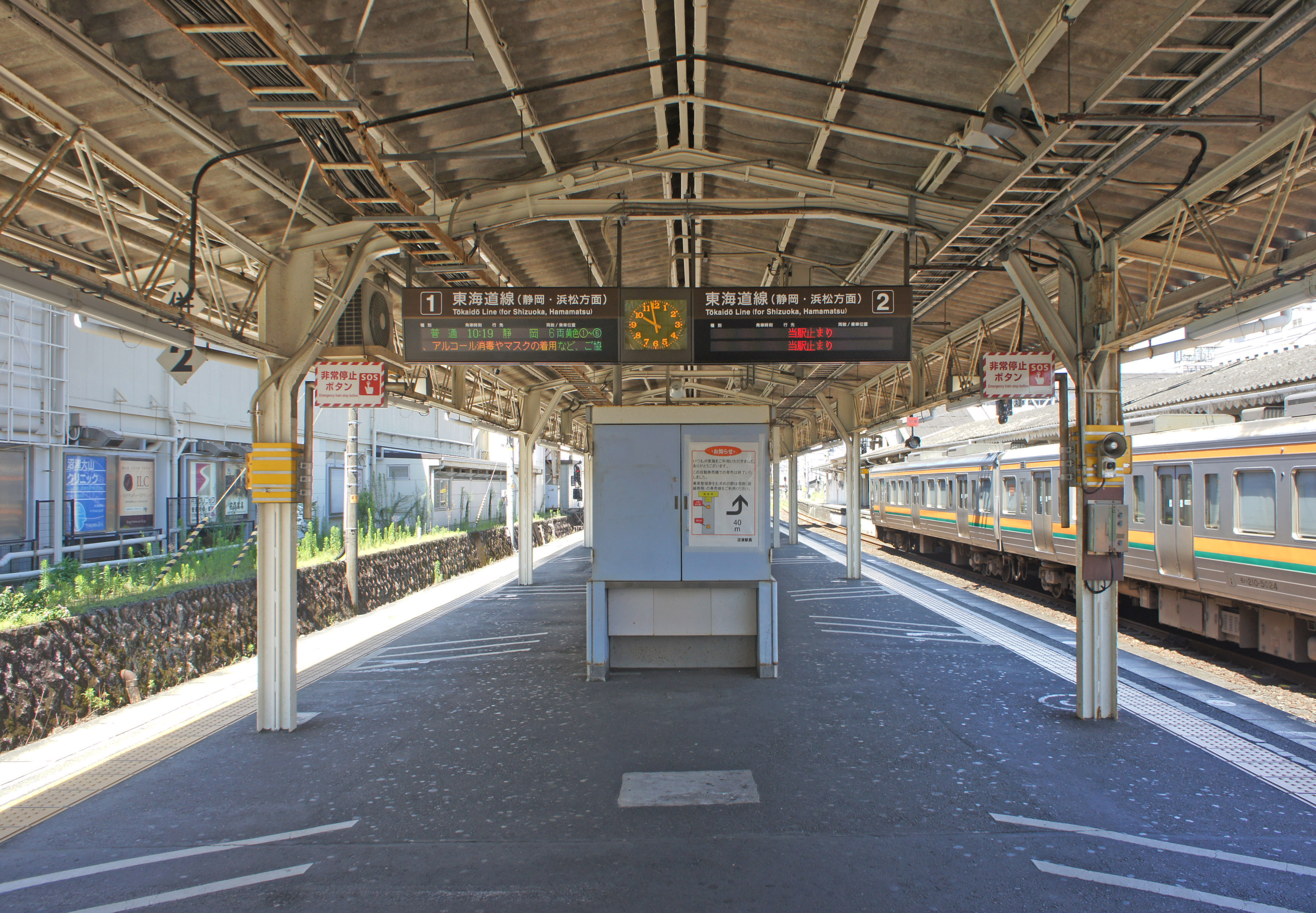
1・2番線ホーム（2022年7月）
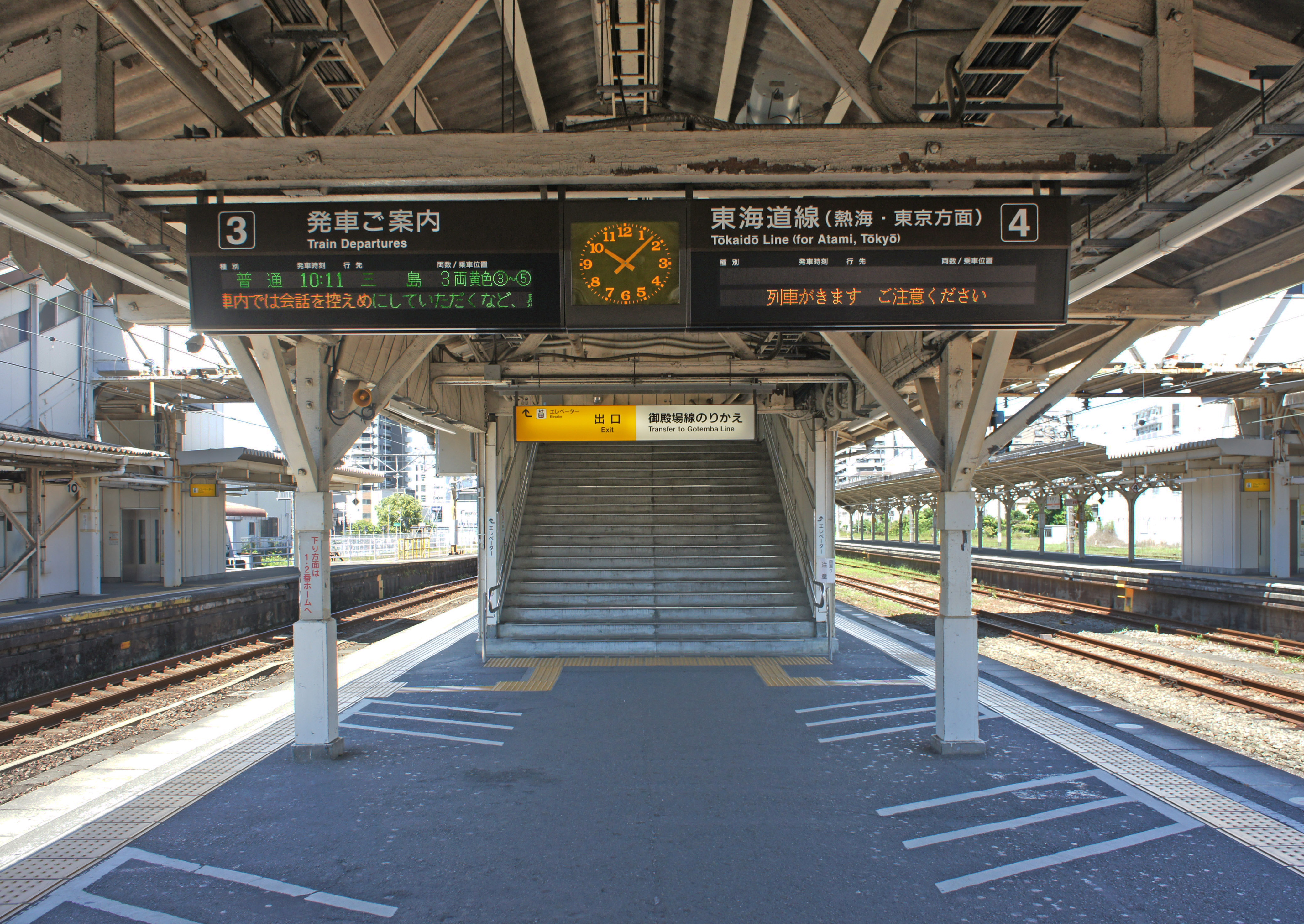
3・4番線ホーム（2022年7月）
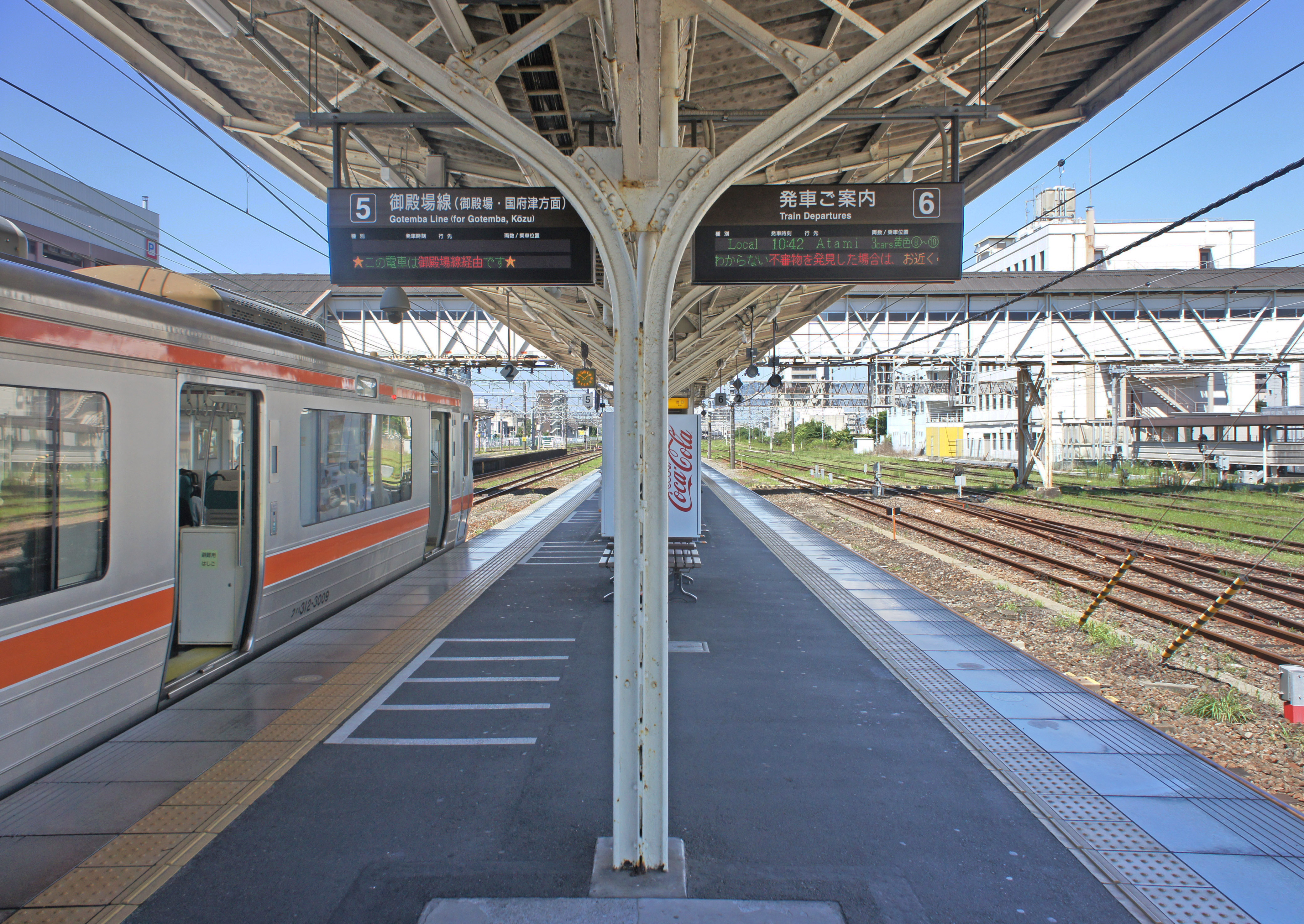
5・6番線ホーム（2022年7月）

### 駅舎・設備
駅舎は構内北側と南側の2か所。2つの駅舎は跨線橋で繋がり、その跨線橋で各ホームにも連絡している。エレベーターは駅舎と跨線橋および、跨線橋と各ホームに設置。また南側駅舎と各ホームへは地下通路も整備されている。
改札口は、南北2つの駅舎の中にある北口・南口と、跨線橋から駅ビル「アントレ」に直結するアントレ改札口の3か所。各改札口には自動改札機が導入されていおり、アントレ改札口は自動改札のみで駅員は配置されていない。南口・北口にはJR全線きっぷうりばや自動券売機・エクスプレス券売機が設置されており、1・2番線にはホームライナーの乗車整理券専用券売機が設置されている。
ホームの発車標は、以前は反転フラップ式が使用されていたが現在はLED式のものが使用されている。各改札口の発車標は以前からLED式が使用されていたが、南口の改札に設置されている発車標は2020年（令和2年）1月より液晶ディスプレイを使用したものに置き換えられた。この他跨線橋と北口の改札・地下通路には各方面行きの先発列車の発車番線を案内するLED式の案内表示機が設置されており、かつて当駅から発着していた特急「あさぎり」の発車番線案内も入っていた。
有人駅であり、駅長配置駅（直営駅）に分類され、管理駅として沼津市内にある東海道本線の2駅（片浜駅、原駅）を管理している。

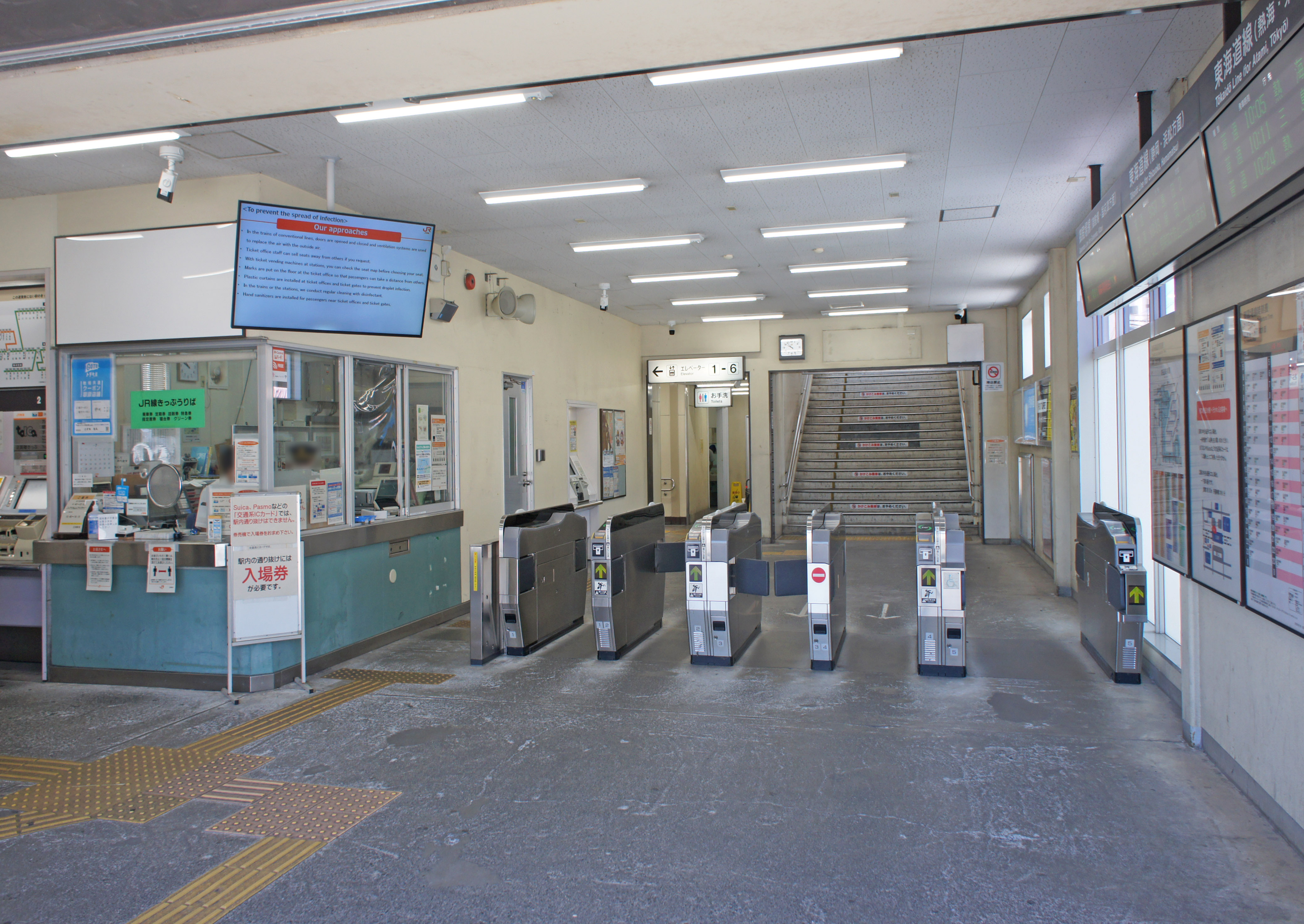
北口改札口（2022年7月）
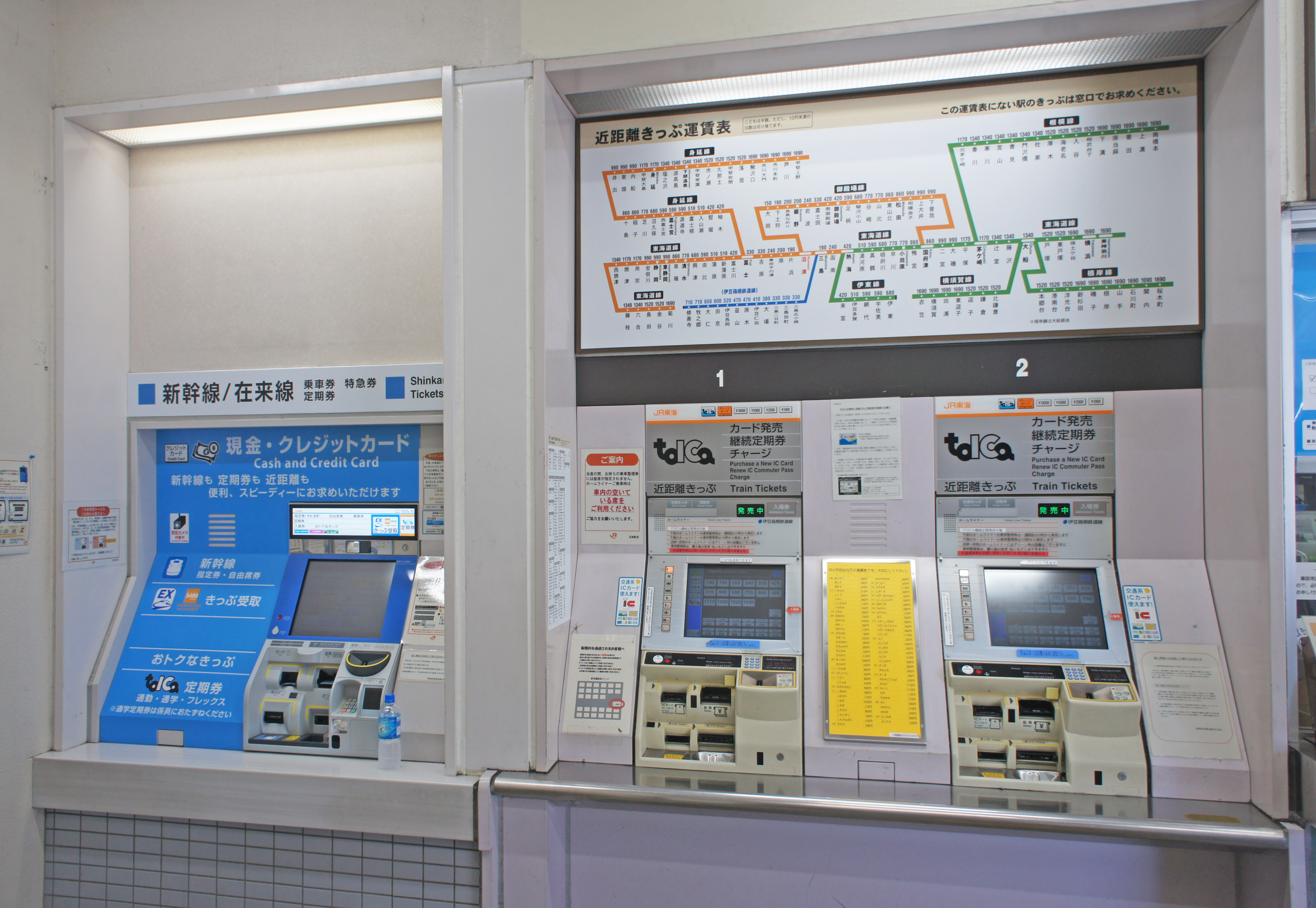
北口自動券売機（2022年7月）
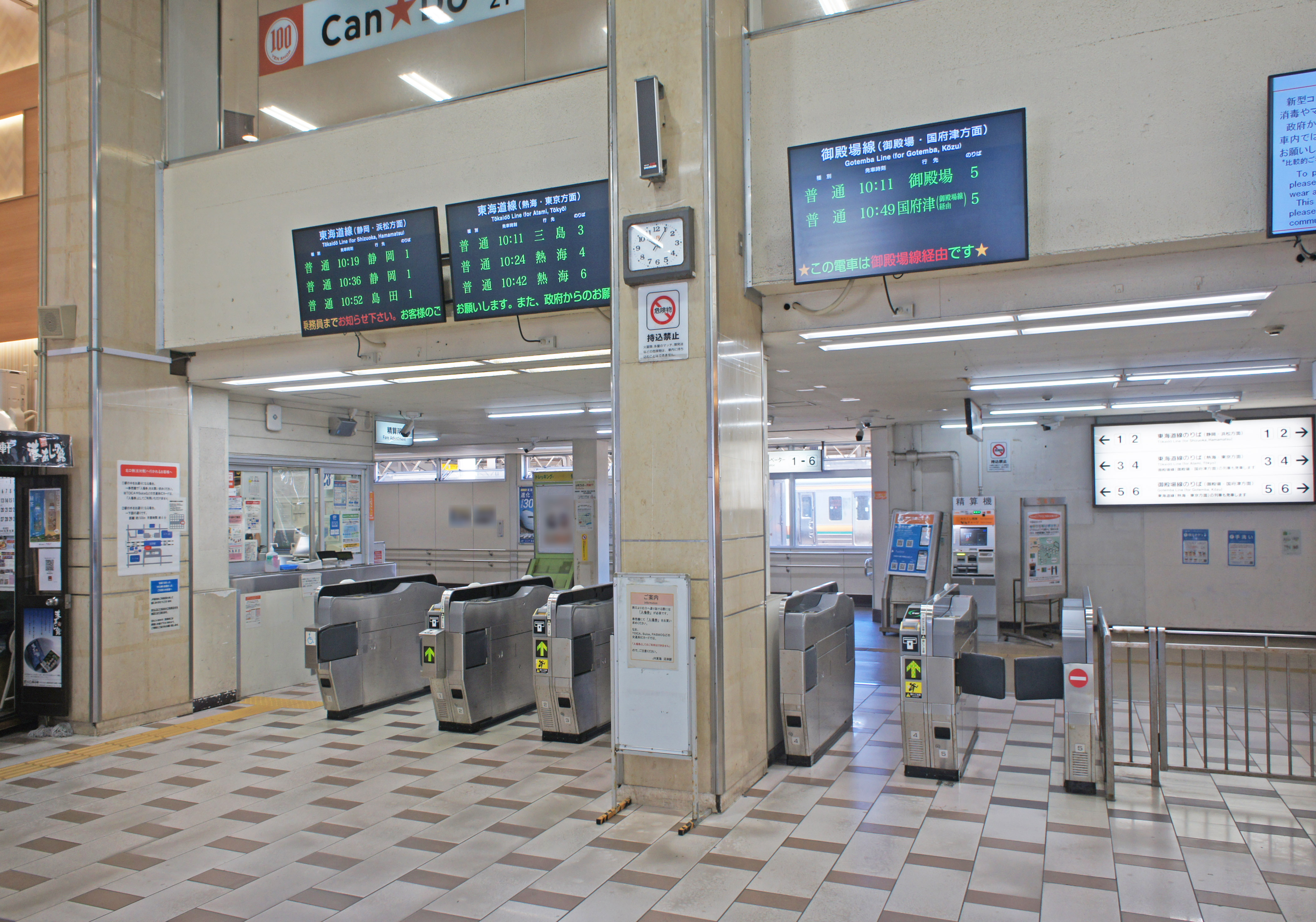
南口改札口（2022年7月）
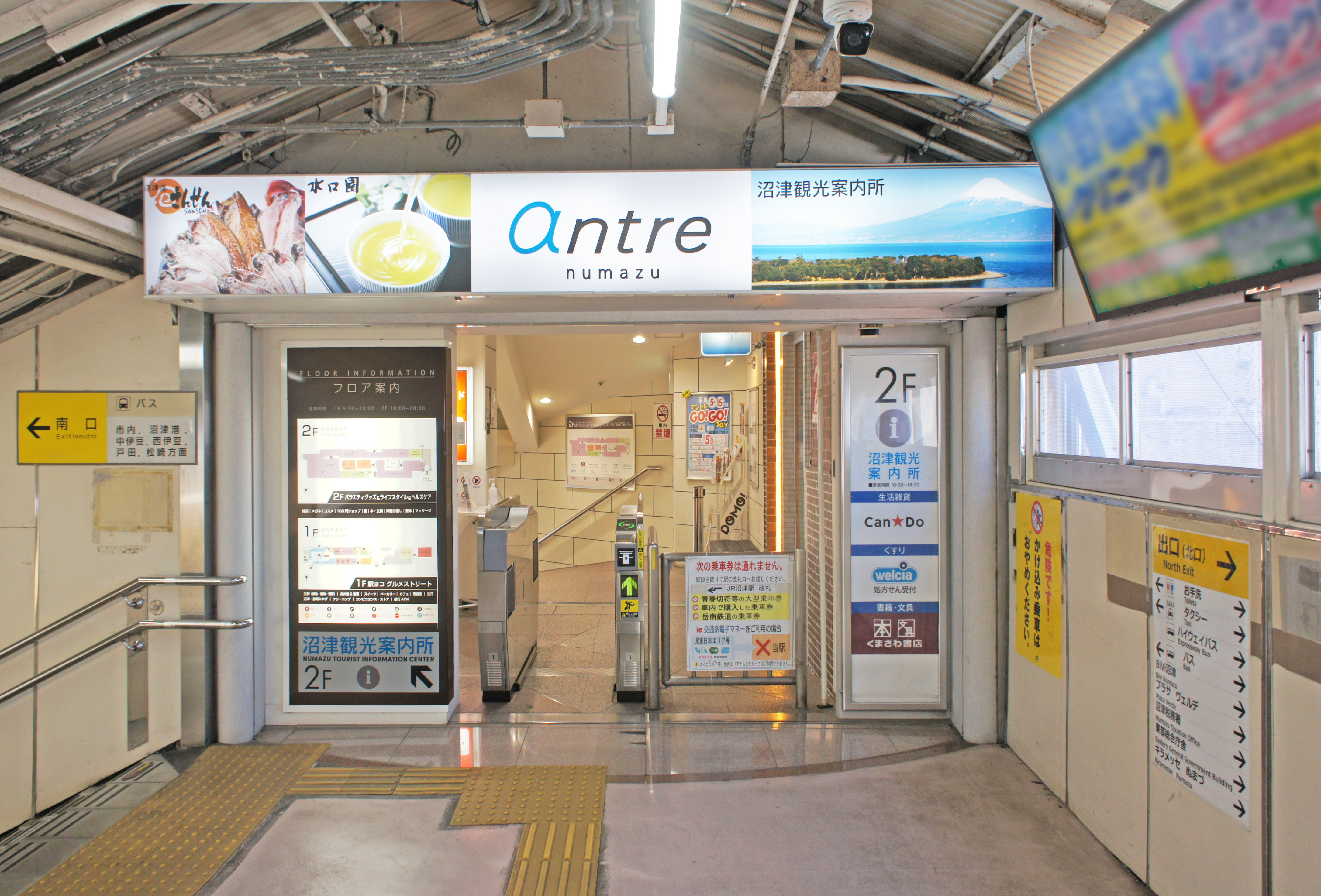
アントレ改札口（2022年7月）
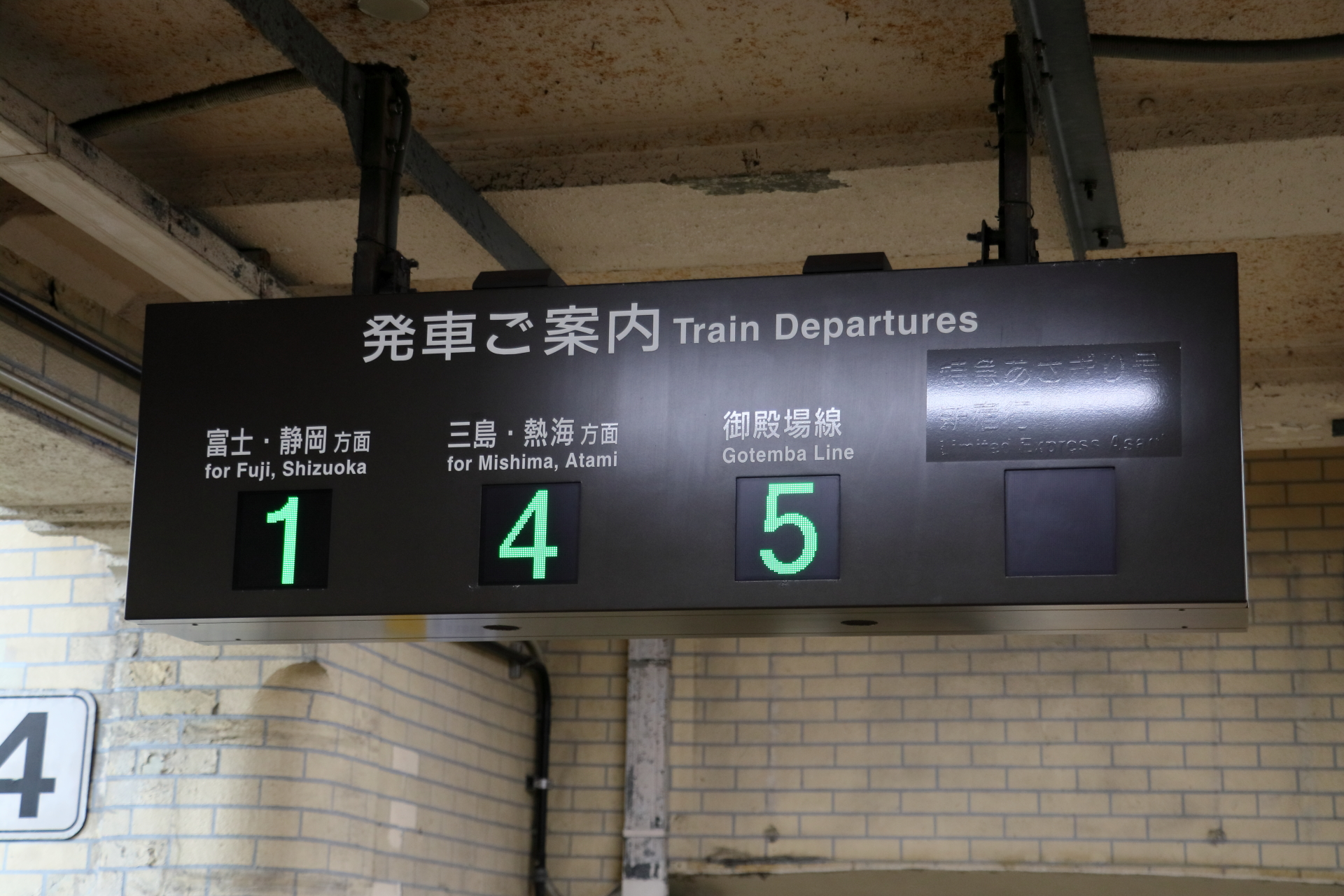
LED式の先発列車番線の案内表示（2022年4月）

## 貨物駅
JR貨物の駅はJR東海の旅客駅より1kmほど西の沼津市本字下中溝601-4に位置する。
3面のコンテナホームと6本の荷役線を有する。うち1面1線のホームは上屋付き。ホームの長さは150メートルほどしかない。貨物列車の着発線は旅客ホームの西側にあり、着発線より片浜駅方面に伸びる引上線から、荷役線が着発線方面に戻るように分岐している。なお、引上線や荷役線は電化されていないため、入換作業にはJR貨物HD300形ハイブリッド機関車が使用されている。
駅の北にある明電舎沼津事業所へ専用線が通じ、希に変圧器を輸送する特大貨物列車が運行される。かつては、フジクラ沼津事業所や東芝機械（現：芝浦機械）本社工場など駅周辺の工場へも専用線が続いていた。

### 取扱う貨物の種類
- コンテナ貨物 - 12 ftコンテナ、20 ft大型コンテナを取り扱う。
  - コンテナ貨物は、JR規格の12 ftコンテナの発着が多い。また、富士宮市にある富士フイルムの工場で使用されるテレフタル酸を輸送する20 ftのタンクコンテナ・UT12A形の発着もある。運用区間は、沼津-大竹間で三井化学岩国大竹工場私有のタンクコンテナを用いる。
- 臨時車扱貨物 - 明電舎専用線発着の特大貨物を取り扱う。
- 産業廃棄物・特別管理産業廃棄物の取扱許可を得ている。

### 貨物列車
（2014年3月15日時点）
高速貨物列車は、吹田貨物ターミナル駅方面への2往復が当駅を始発・終着として、貨車の連結・解放を行う。当駅から東京方面へ直接向かう列車はない。

## 駅弁

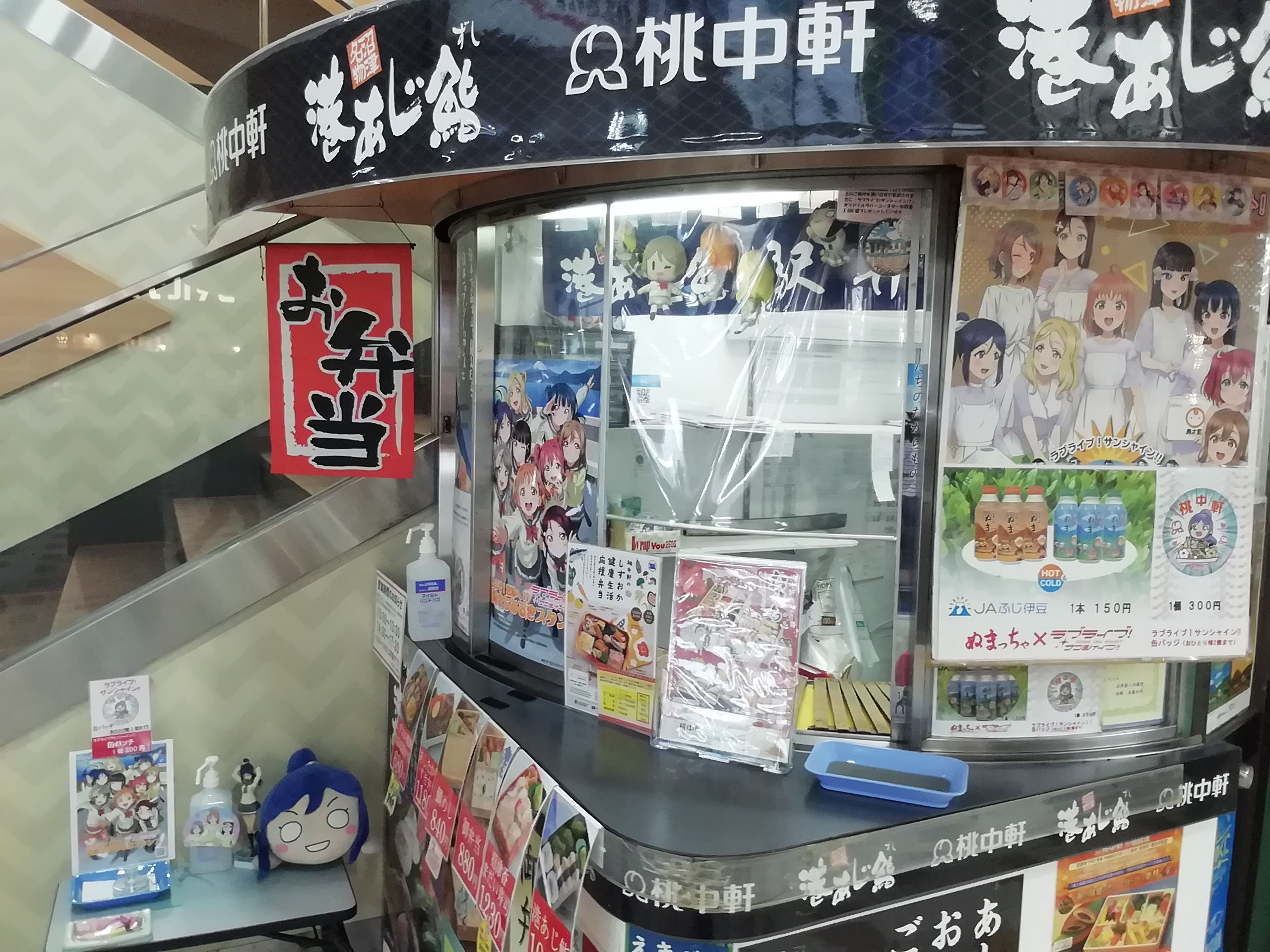
桃中軒の駅弁販売ブース（2022年10月）

桃中軒が当駅での弁当（駅弁）販売権を持っており、南口改札横および1・2番線と3・4番線に売店が設置されている。
主な駅弁は下記の通り。
- 抹茶あじ寿司
- 港町沼津の駅弁屋発こだわりの焼き魚弁当
- 富嶽あしたか牛すき弁当
- 抹茶めし弁当
- 港あじ鮨
- 三島宿箱根山麓豚炙り焼き弁当
- 御弁当
- とり重
- 鯛めし

## 利用状況

### 旅客
2023年（令和5年）度の1日平均乗降人員は37,007人である。
近年の推移は以下のとおりである。
| 乗車人員推移       | 乗車人員推移     | 乗車人員推移 |
| 年度               | 1日平均 乗車人員 | 出典         |
| ------------------ | ---------------- | ------------ |
| 1993年（平成05年） | 29,318           | [ * 1 ]      |
| 1994年（平成06年） | 28,465           | [ * 2 ]      |
| 1995年（平成07年） | 27,514           | [ * 3 ]      |
| 1996年（平成08年） | 27,262           | [ * 4 ]      |
| 1997年（平成09年） | 26,316           | [ * 5 ]      |
| 1998年（平成10年） | 25,690           | [ * 6 ]      |
| 1999年（平成11年） | 24,710           | [ * 7 ]      |
| 2000年（平成12年） | 24,119           | [ * 8 ]      |
| 2001年（平成13年） | 23,736           | [ * 9 ]      |
| 2002年（平成14年） | 23,221           | [ * 10 ]     |
| 2003年（平成15年） | 23,017           | [ * 11 ]     |
| 2004年（平成16年） | 22,824           | [ * 12 ]     |
| 2005年（平成17年） | 22,416           | [ * 13 ]     |
| 2006年（平成18年） | 22,623           | [ * 14 ]     |
| 2007年（平成19年） | 22,776           | [ * 15 ]     |
| 2008年（平成20年） | 22,656           | [ * 16 ]     |
| 2009年（平成21年） | 21,975           | [ * 17 ]     |
| 2010年（平成22年） | 21,517           | [ * 18 ]     |
| 2011年（平成23年） | 21,049           | [ * 19 ]     |
| 2012年（平成24年） | 21,116           | [ * 20 ]     |
| 2013年（平成25年） | 21,058           | [ * 21 ]     |
| 2014年（平成26年） | 20,532           | [ * 22 ]     |
| 2015年（平成27年） | 20,852           | [ * 23 ]     |
| 2016年（平成28年） | 20,815           | [ * 24 ]     |
| 2017年（平成29年） | 20,941           | [ * 25 ]     |
| 2018年（平成30年） | 20,829           | [ * 26 ]     |
| 2019年（令和元年） | 20,670           | [ * 27 ]     |
| 2020年（令和02年） | 15,508           | [ * 28 ]     |
| 2021年（令和03年） | 16,032           | [ * 28 ]     |

### 貨物
「静岡県統計年鑑」によると、2019年度（令和元年度）の発送貨物は78,616トン、到着貨物は53,150トンである。
近年の推移は以下のとおりである。
| 貨物輸送推移       | 貨物輸送推移 | 貨物輸送推移 | 貨物輸送推移 |
| 年度               | 発送         | 到着         | 出典         |
| ------------------ | ------------ | ------------ | ------------ |
| 1993年（平成05年） | 58,318       | 85,394       | [ * 1 ]      |
| 1994年（平成06年） | 56,343       | 92,669       | [ * 2 ]      |
| 1995年（平成07年） | 56,808       | 94,839       | [ * 3 ]      |
| 1996年（平成08年） | 59,771       | 94,441       | [ * 4 ]      |
| 1997年（平成09年） | 54,084       | 86,966       | [ * 5 ]      |
| 1998年（平成10年） | 53,067       | 89,602       | [ * 6 ]      |
| 1999年（平成11年） | 54,016       | 88,907       | [ * 7 ]      |
| 2000年（平成12年） | 58,592       | 86,653       | [ * 8 ]      |
| 2001年（平成13年） | 61,607       | 85,722       | [ * 9 ]      |
| 2002年（平成14年） | 64,168       | 88,340       | [ * 10 ]     |
| 2003年（平成15年） | 64,457       | 91,063       | [ * 11 ]     |
| 2004年（平成16年） | 58,745       | 80,167       | [ * 12 ]     |
| 2005年（平成17年） | 70,413       | 76,506       | [ * 13 ]     |
| 2006年（平成18年） | 65,099       | 93,639       | [ * 14 ]     |
| 2007年（平成19年） | 51,827       | 91,684       | [ * 15 ]     |
| 2008年（平成20年） | 49,225       | 89,504       | [ * 16 ]     |
| 2009年（平成21年） | 46,685       | 81,327       | [ * 17 ]     |
| 2010年（平成22年） | 60,015       | 79,576       | [ * 18 ]     |
| 2011年（平成23年） | 64,086       | 77,853       | [ * 19 ]     |
| 2012年（平成24年） | 64,440       | 61,929       | [ * 20 ]     |
| 2013年（平成25年） | 69,291       | 55,651       | [ * 21 ]     |
| 2014年（平成26年） | 78,885       | 50,140       | [ * 22 ]     |
| 2015年（平成27年） | 84,338       | 59,000       | [ * 23 ]     |
| 2016年（平成28年） | 111,660      | 61,745       | [ * 24 ]     |
| 2017年（平成29年） | 104,200      | 55,980       | [ * 25 ]     |
| 2018年（平成30年） | 74,024       | 50,156       | [ * 26 ]     |
| 2019年（令和元年） | 78,616       | 53,150       | [ * 27 ]     |

## 駅周辺

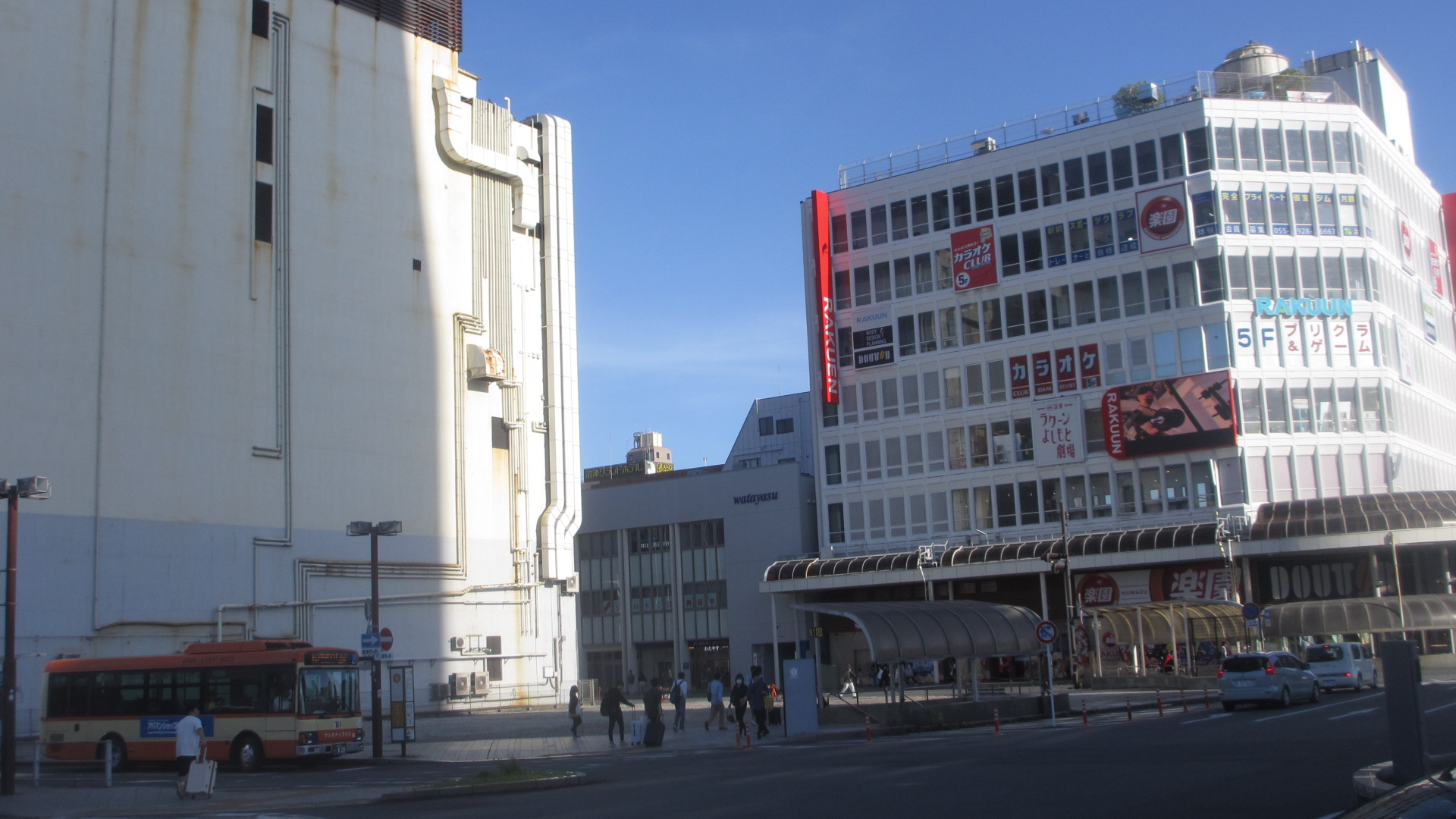
南口（2024年）

駅南口は静岡県東部を代表する商業地区となっており、沼津市役所、2008年に開業した再開発ビルのイーラdeをはじめに、商業ビルや商店街、アミューズメント施設のジョイランド沼津などで賑わっている。また、地域経済の中心としてスルガ銀行本店や静岡中央銀行本店を含む多数の銀行がある。沼津市内各地や伊豆半島方面への路線バスの発着場所になっている。過去には複数の百貨店が立ち並んでいたが、1994年に十字屋、1995年にニチイ、2002年に長崎屋、2004年に丸井と次々に撤退、1957年から営業していた西武百貨店沼津店も2013年に閉店した。富士急百貨店も規模を大幅に縮小した後、2019年11月18日に閉店し12月2日から解体工事が始まった。
西武跡地のうち、北側の本館は取り壊され、2014年6月に暫定利用施設として沼津駅前にぎわい広場「雄大フェスタ」と日産レンタカー沼津駅前店が開設されていたが、高架化工事に関連した再開発の影響により2024年2月に閉店し、更地になっている。南側の新館は全面改装が行われ、2014年4月にパチンコホール「沼津RAKUUN」（浜友商事運営）として開業、同年7月には同施設内に県内初のよしもと劇場「沼津ラクーンよしもと劇場」がオープンした。
駅北口には住宅地が広がっている。平成以降、沼津駅周辺総合整備事業が進められ、沼津機関区跡地には2008年に複合商業施設のBiVi沼津が開業、2014年7月にはコンベンション施設のふじのくに千本松フォーラムが全面開業した。付近には複数のビジネスホテルのほか、沼津商工会議所、沼津税務署、やや離れて静岡県東部総合庁舎などが立地する。

## バス路線

### 南口
南口駅前にバスターミナルがあり、1 - 11番乗り場の11バース設置されている。
1 - 6番乗り場には西武グループの伊豆箱根バスと小田急グループの東海バスの路線が発着し、主に沼津港、沼津市南部、三島市方面などへの路線バスが運行している。
7 - 9番乗り場には富士急グループの富士急シティバスの路線が発着し、沼津市西部・北部方面などへの路線バスが運行している。
10 - 11番乗り場は学校・企業の送迎バスおよび臨時バスの発着用で、富士急シティバスが暁秀高校と沼津東高校へのスクールバスを運行している。
また、イーラde東側にバス降車場が設けられている。
バス案内所（乗車券販売窓口）は、バスターミナル横の沼津産業ビル1階に東海バスと伊豆箱根バスの案内所が、向いのPLAZA FONTANA（富士急百貨店跡地）に富士急シティバスの案内所が設置されている。
かつては駅前ロータリーの1 - 8番乗り場に伊豆箱根バスと東海バスグループ、富士急ビル（旧・富士急百貨店）前の1 - 6番乗り場に富士急シティバスというようにバスのりばが分かれていた。また、特に観光客の利用が多い沼津港方面の路線では、伊豆箱根バスは1番のりば、東海バスは2番のりばというように、駅前ロータリー内でものりばが分かれ利用者に分かりづらかった。加えて前述の通り富士急ビルが解体されることから、同ビル前に発着していた富士急シティバスの乗り場を確保する必要も生じた。
これらの課題を解決するため、沼津市が推進する「沼津市地域公共交通網形成計画」の一環としてバス乗り場の再編が行われることになった。再編は2段階に分けて行われ、初回は2020年4月1日に実施された。この時は従来の1 - 8番乗り場に加え、新たに0番と9 - 11番乗り場が設置された（0番は暫定的に設置）。3社の乗り場が駅前のバスターミナルに集約されるとともに、沼津港方面は1か所（0番乗り場）に統合され2社で運行ダイヤの調整も行われた。
そして一年後の2021年4月1日に2回目の再編が実施された。暫定的に設置した0番乗り場を廃止し1 - 3番乗り場の発着路線を変更することで、運行会社によらない方面別の乗り場への再編を完了した。また、バス停の案内表示を利用者に分かりやすく改善するためバスポールの新たなデザインを作成し、運行会社ごとに異なっていた案内表示を統一した。
なお、バス乗り場再編前において、駅前ロータリーは原則として奇数番号が伊豆箱根バス、偶数番号が東海バスグループののりばとなっていた（共同運行路線は除く）。また、富士急百貨店前（当時）の乗り場には新松田駅・新静岡駅・八王子駅（スキッパー号）方面の高速バスが発着していたが、いずれも利用客低迷により廃止されている。百貨店の1階には富士急シティバスの案内所があったが、閉店直前の2019年11月5日に現在の場所へ移転した。
| のりば | 運行事業者                | 路線名                           | 系統・行先                                                                   | 備考                                                       |
| ------ | ------------------------- | -------------------------------- | ---------------------------------------------------------------------------- | ---------------------------------------------------------- |
| 1      | 伊豆箱根バス              | 沼津港循環・御用邸記念公園線     | - 沼11：御用邸記念公園 - 沼12 急行：沼津港 - 沼13：沼津港循環 - 沼14：沼津港 | 「沼14」はEVバスで運行（機材故障の場合は通常車両での運行） |
| 1      | 東海バス                  | 沼津港線                         | N45：沼津港循環・沼津港                                                      | 沼津港内の道路の混雑が予想される場合は沼津港止まりとなる   |
| 1      | 東海バス                  | 明電舎線                         | N41：明電舎                                                                  |                                                            |
| 2      | 東海バス                  | 外原線                           | N35：外原中                                                                  |                                                            |
| 2      | 東海バス                  | 我入道循環・牛臥柿原循環線       | - N38：我入道循環 - N39：牛臥柿原循環                                        |                                                            |
| 2      | 東海バス                  | 下香貫循環・下香貫経由大平車庫線 | - N27・N32：下香貫循環 - N28・N31：大平車庫                                  |                                                            |
| 3      | 伊豆箱根バス              | 沼津駅 - 伊豆長岡駅線            | - 沼71・沼72・沼73・沼74：長岡駅 - 沼77：多比                                |                                                            |
| 3      | 東海バス                  | 西浦線                           | - N21・N22：江梨 - N22・N24：木負農協 / 江梨 - N25：戸田                     | 大半の便は沼津市自主運行バスである。                       |
| 4      | 東海バス                  | 徳倉・大平線                     | - N74・N75：沼津商業高校 - N78・N79：大平車庫 - N71：大平                    | N78は沼津商業高校を経由する。                              |
| 4      | 東海バス                  | 黒瀬経由医療センター線           | N77：静岡医療センター循環                                                    |                                                            |
| 5      | 東海バス                  | 柿田線                           | - N12・N14・N15：三島駅 - N16：静岡医療センター・岡村記念病院                |                                                            |
| 5      | 東海バス                  | 沼津 - 旧道・新道 - 三島線       | N8：遺伝研坂下                                                               |                                                            |
| 5      | - 東海バス - 伊豆箱根バス | 沼津 - 旧道・新道 - 三島線       | N5・三05・三07：三島駅                                                       |                                                            |
| 5      | 伊豆箱根バス              | 沼津 - 旧道・新道 - 三島線       | 沼06：三島田町駅                                                             |                                                            |
| 6      | 伊豆箱根バス              | 北市内循環（東）線               | 沼15：北市内循環                                                             |                                                            |
| 6      | 伊豆箱根バス              | 沼津 - 大岡 - 三島線             | 沼51・沼52：三島駅                                                           |                                                            |
| 6      | 伊豆箱根バス              | 大岡循環線                       | 沼54・沼55：大岡循環西回り / 大岡循環東回り                                  |                                                            |
| 7      | 富士急シティバス          | 駿河台線                         | 711・712：あしたか運動公園                                                   | 北口も停車                                                 |
| 7      | 富士急シティバス          | 運動公園線                       | 731：あしたか運動公園                                                        | 北口も停車                                                 |
| 7      | 富士急シティバス          | 免許センター線                   | 732：東部運転免許センター                                                    | 北口も停車                                                 |
| 7      | 富士急シティバス          | 高尾台線                         | 733：高尾台                                                                  | 北口も停車                                                 |
| 7      | 富士急シティバス          | 拓南東線                         | 751：拓南東                                                                  |                                                            |
| 7      | 富士急シティバス          | 宮下入口線                       | 755：宮下入口                                                                |                                                            |
| 7      | 富士急シティバス          | 北小林線                         | 753：マーレ沼津工場前                                                        |                                                            |
| 7      | 富士急シティバス          | がんセンター線                   | 754：がんセンター                                                            |                                                            |
| 7      | 富士急シティバス          | 富士通線                         | 756：富士通前                                                                |                                                            |
| 8      | 富士急シティバス          | 根方線（ららぽーと線）           | 811・812・821・822：ららぽーと沼津                                           | すべての便がららぽーと沼津を経由する。                     |
| 8      | 富士急シティバス          | 根方線                           | - 813・823：沼津市立病院 - 815：東平沼                                       | すべての便がららぽーと沼津を経由する。                     |
| 8      | 富士急シティバス          | 富士通線                         | 816・817：富士通前                                                           | すべての便がららぽーと沼津を経由する。                     |
| 9      | 富士急シティバス          | 東海道線                         | 941：ららぽーと沼津                                                          |                                                            |
| 9      | 富士急シティバス          | 富士通線                         | 949：富士通前                                                                | 平日07時45分発のみ運行                                     |
| 9      | 富士急シティバス          | 東海道線（沼津駅 - 片浜駅線）    | 943：東田子浦駅                                                              |                                                            |
| 9      | 富士急シティバス          | 東海道線（原線）                 | 944：片浜駅                                                                  |                                                            |
| 9      | 富士急シティバス          | 東京駅 - 沼津駅線                | さんさんぬまづ・東京号：東京駅日本橋口                                       |                                                            |
| 10     | 富士急シティバス          | 暁秀高校線                       | S11・S12：暁秀高校                                                           |                                                            |
| 11     | 富士急シティバス          | 沼津東高校線                     | S21・S22：沼津東高校                                                         |                                                            |

### 北口
北口にもバスターミナルがあり、高速バス路線と伊豆箱根バス・富士急シティバスの一部路線および特定輸送のバスが発着している。
かつては東名ハイウェイバスも発着していたが、2000年7月20日のダイヤ改正で沼津駅乗り入れは廃止されている。
| のりば | 運行事業者                    | 路線名                                            | 系統・行先                                   | 備考       |
| ------ | ----------------------------- | ------------------------------------------------- | -------------------------------------------- | ---------- |
| 1      | 伊豆箱根バス                  | 北市内循環線                                      | 沼15：沼津駅                                 |            |
| 1      | 伊豆箱根バス                  | 加藤学園線                                        | 学01：加藤学園前                             |            |
| 2      | 富士急シティバス              | 駿河台線                                          | 711：あしたか運動公園                        | 南口も停車 |
| 2      | 富士急シティバス              | 運動公園線                                        | 731：あしたか運動公園                        | 南口も停車 |
| 2      | 富士急シティバス              | 免許センター線                                    | 732：東部運転免許センター / あしたか運動公園 | 南口も停車 |
| 2      | 富士急シティバス              | 高尾台線                                          | 733：高尾台                                  | 南口も停車 |
| 2      | 富士急シティバス              | 富士通線                                          | 756：富士通前                                |            |
| 2      | 富士急シティバス              | 東京駅 - 沼津駅線                                 | さんさんぬまづ・東京号：東京駅日本橋口       |            |
| 2      | - 富士急シティバス - 京王バス |                                                   | さんさんぬまづ・新宿号：バスタ新宿           |            |
| 2      | - 富士急静岡バス - 京成バス   |                                                   | 新富士・沼津・御殿場 - 成田空港線：成田空港  |            |
| 2      | - 富士急湘南バス - 近鉄バス   |                                                   | 金太郎号：近鉄なんば駅（OCATビル）           |            |
| 3      | 富士急シティバス              | 富士通線                                          | 819・829・839：富士通前                      |            |
| 3      | 富士急シティバス              | 駿河台線 / 運動公園線 / 免許センター線 / 高尾台線 | 711・731・732・733：沼津駅                   |            |
| 3      | 富士急シティバス              | おでかけシャトルバス（実証運行）                  | 直行：駿河湾沼津SA                           |            |
| 3      | WILLER EXPRESS                |                                                   | WILLER EXPRESS：リーベルホテル（JR桜島駅前） |            |

## 駅の高架化計画
沼津市が進める「沼津駅周辺総合整備事業」の中核事業として、沼津駅の高架駅化が計画されている。静岡県が事業主体となり、1991年（平成3年）11月から基本構想の策定に着手、2006年（平成18年）11月に高架事業の認可を取得した。
計画案によれば、沼津駅の高架駅化、東海道本線の大岡団地付近 - 小諏訪付近約3.7kmと御殿場線の大岡団地付近 - 沼津駅付近約1.6kmの高架化が実施され、それによって13か所の踏切が撤去される。駅に併設されている貨物駅と車両基地は、沼津市原地区（原駅 - 東田子の浦駅間）、沼津市片浜地区（沼津駅 - 片浜駅間）にそれぞれ移設される。新貨物駅には着発線荷役方式（E&S方式）が採用される予定である。
高架化された沼津駅は、高架上にホーム、高架下に駅事務所・改札口・南北自由通路などが配置される予定である。ホームは地上駅時代と同じ島式・3面6線で、北から順に東海道本線上り線、御殿場線、東海道本線下り線のホームとなる見込み。計画されている高架化の手順は以下の通りである。
1. 貨物駅を移転させ、構内北側の貨物線などを撤去。
2. 貨物線の跡地に高架橋を建設、東海道本線上りホームを高架に切り替え。
3. 御殿場線のホームを、旧・東海道本線上りホーム（現在の3・4番線）に仮移設。御殿場線ホーム（現在の5・6番線）を撤去。
4. 旧・御殿場線ホームの跡地に高架橋を建設、御殿場線ホームを高架に切り替え。御殿場線仮ホームの一部を撤去。この時点では地上に2面3線、高架上に2面4線のホームができる。
5. 旧・御殿場線仮ホームの跡地に高架橋を建設、東海道本線下りホームを高架に切り替え。東海道本線下りホーム（現在の1・2番線）と残りの御殿場線仮ホームを撤去[42]。

沼津駅周辺総合整備事業では、高架化にあわせた道路整備や区画整理、再開発が計画されている。
この高架化事業は、度々沼津市市長選挙の争点となり、沼津市議会でも統一地方選挙や特別委員会の議題としても扱われる。市長のリコールを求める市民の署名運動や陳情、住民投票が展開された事も過去何度かあった。また車両基地と貨物駅の移転予定地として造成が進む沼津駅西側の沿線には「移転反対」を訴える立て看板やのぼりが車窓から散見される。ただし近年の市長選では常に推進派が勝利を収めており、大沼明穂市長逝去に伴う市長選の際行われた2018年4月30日の静岡新聞出口調査によれば市民の61%が事業に賛成しており、反対の20%を大きく上回っている。
2016年、貨物駅移転予定地の地権者らは国と県、県収用委員会に対し、事業認可の無効確認や土地収用裁決の事前差し止めなどを求めた行政訴訟を起こしたが、2020年12月24日、静岡地方裁判所は全ての請求を却下する判決を出した。原告らは控訴したが、2023年3月16日、東京高等裁判所は訴えを退けた。原告らは上告する意思を表明している。
2021年2月8日、静岡県は土地の明け渡しに応じない元地権者1名に対し、行政代執行法に基づき強制収用を行うため「代執行令書」による通知を行ったと発表。2月19日、行政代執行（強制収用）を行った。
静岡県が発表した2016年度公共事業再評価調書によると、2031年度に高架橋の供用を開始する予定だった。しかし、2021年度公共事業再評価調書によれば、貨物駅移転先の用地取得に時間を要したため、2035年度に延長した。ところが、2022年度公共事業再評価において、工事費の増加を理由に2041年度に再延長した。
2021年12月22日、市は2022年1月から貨物駅の造成工事を始めると発表、1月14日に予定地で着工式が行われた。
2023年10月23日には貨物駅の本体工事に着手、2027年度末に完成予定としている。翌年から並行して第二段階の車両基地移転、第三段階の線路本体の高架化が進められる予定。

## 鉄道唱歌における沼津駅
御殿場線が東海道本線であった時代、東海道を東から西へ移動する際は山中の御殿場から下って来る形になるため、旅人からは沼津は海からの心地よい潮風を浴びる事ができる開放的な所と見られていた。1900年（明治33年）に大和田建樹が作詞した『鉄道唱歌』第1集東海道編でも、以下のように歌っている。
17.沼津の海に聞こえたる 里は牛伏我入道（うしぶせ がにゅうどう） 春は花咲く桃のころ 夏はすずしき海のそば

## 隣の駅
※東海道本線を走る寝台特急「サンライズ瀬戸」「サンライズ出雲」の隣の停車駅は各列車記事を、「ホームライナー沼津」「ホームライナー静岡」「ホームライナー浜松」（いずれも片浜方のみ運転）の隣の停車駅は東海道線 (静岡地区)を、それぞれ参照のこと。
東海旅客鉄道（JR東海）
CA 東海道本線
■快速（臨時列車扱い、下りのみ運転）・■普通（東京方面直通は三島方のみの運転）
三島駅 (CA02) - 沼津駅 (CA03) - 片浜駅 (CA04)
CB 御殿場線
大岡駅 (CB17) - 沼津駅 (CB18)

### かつて存在した路線
日本国有鉄道
東海道本線貨物支線（沼津港線）
沼津駅 - 沼津港駅